# 碳氯灵
碳氯灵（英語： 或 英語：）是一种有机氯化合物，化学式C
9H
4Cl
8O，属于六氯环戊二烯类杀虫剂，在1958年至1965年间使用过，但难以降解而成为土壤中的持久性有機污染物。